# آختا، وایوتس‌جور
آختا (به ارمنی: Ախտա) یک روستا در ارمنستان است که در استان وایوتس‌جور واقع شده‌است. در ۳ کیلومتری شمال گیومری واقع شده‌است.

## خصوصیات
آگاراکادزور نفر جمعیت دارد و در ارتفاع ۱۶۵۰ متر بالاتر از سطح دریا قرار گرفته‌است.